# Pact
Pact är en kommun i departementet Isère i regionen Auvergne-Rhône-Alpes i sydöstra Frankrike. Kommunen ligger i kantonen Beaurepaire som tillhör arrondissementet Vienne. År 2022 hade Pact 864 invånare.

## Befolkningsutveckling
Antalet invånare i kommunen Pact
Referens:INSEE